# Raimund le Viseur
Raimund le Viseur (* 24. Juni 1937 in Berlin; † 4. Dezember 2015 in Wolfratshausen) war ein deutscher Journalist und Autor.

## Leben
Raimund le Viseur, Sohn des Rechtsanwaltes Max le Viseur und der Hürdenläuferin Hilde le Viseur, studierte Germanistik und Geschichte. Von 1960 bis 1967 war er für das Kulturressort der Berliner Tageszeitung Der Abend verantwortlich. Von 1967 bis 1971 war er für Jasmin und Quick tätig, zuletzt als Chefredakteur.
Hugh Hefner ernannte Raimund le Viseur 1971 zum ersten Redaktionsleiter der deutschen Ausgabe des Playboy, die am 1. August 1972 veröffentlicht wurde. Er war zwei Jahre im Amt des Chefredakteurs und ab 1973 langjährig als Autor für das Magazin tätig.
Seit 1973 war er als freiberuflicher Autor tätig, unter anderem als Vertragsautor der Agentur von Josef von Ferenczy.
1967 hatte er eine Nebenrolle in dem deutschen Fernsehfilm Abgründe.

## Schriften
- Alt, Ottmar. Bist Du ein Freund, verstehst Du. Verstehste Freund ?, Edition elefant-Art Schopfheim, 1972
- Sammlung Playboy Deutschland, München 1973
- Verführt in alle Ewigkeit, Bastei Lübbe 1981
- Die Kaufleute aus Mülheim – Eine deutsche Firmenchronik: 175 Jahre Stinnes, Econ 1983, ISBN 978-3-430-15269-3
- The Making of a Business Empire: 175 years Stinnes, Econ 1983
- So treiben's die Deutschen : Der Playboy-Report. Die umfangreichste Untersuchung zum Sexualverhalten, Frankfurt/Main : Eichborn 1985, ISBN 978-3-8218-1042-3, zusammen mit Werner Habermehl
- Heino. Und sie lieben mich doch. Die Autobiografie., München : Edition Ferenczy bei Bruckmann 1995, ISBN 978-3-7654-2728-2
- Sommersucht, München. Edition Ferenczy bei Bruckmann 1995

## Publikationen
- Playboy Interview Sammler-Edition: Harald Juhnke, Playboy Deutschland Publishing GmbH 2012 (Kindle Edition)
- Playboy Interview Sammler-Edition: Loriot, Playboy Deutschland Publishing GmbH 2012 (Kindle Edition)